# Châteaux écossais

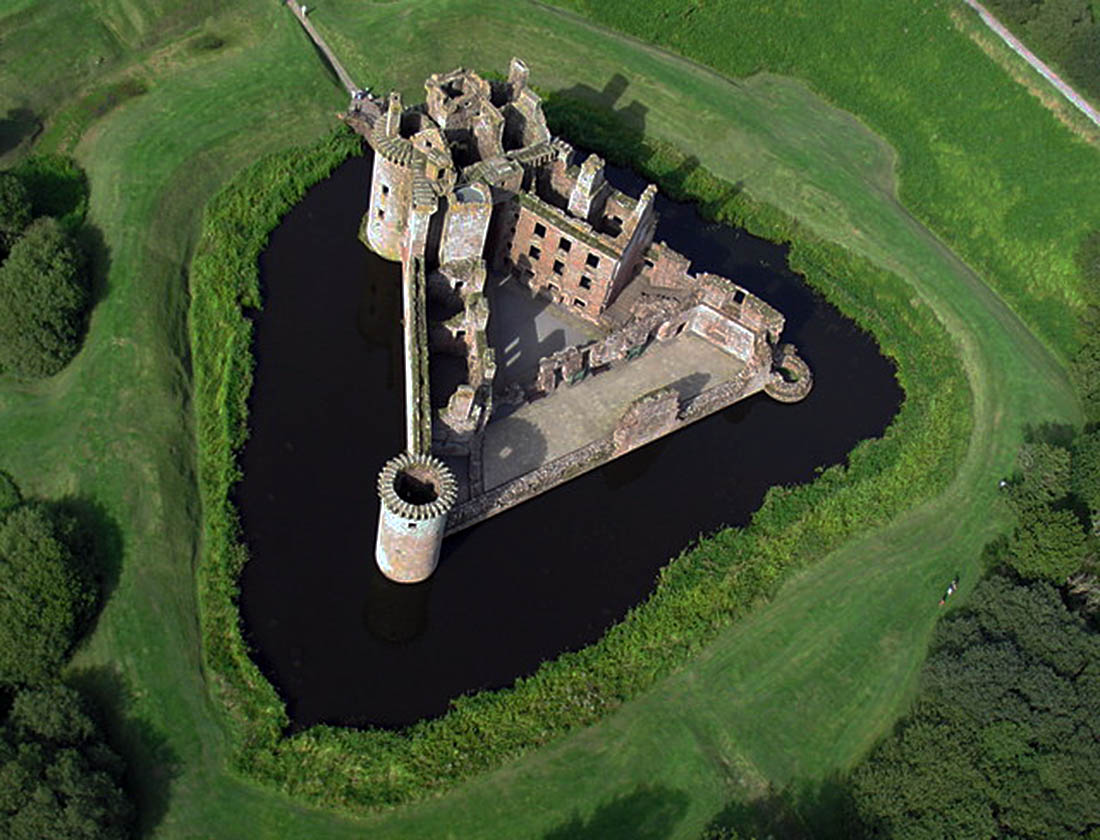
Château de Caerlaverock, un château triangulaire entouré de douves, construit pour la première fois au XIIIe siècle

Les châteaux écossais sont des bâtiments qui combinent fortifications et résidence, construits à l'intérieur des frontières de l'Écosse moderne. Les châteaux sont arrivés en Écosse avec l'introduction du féodalisme au XIIe siècle. Au départ, il s'agissait de constructions en motte et bailey en bois, mais beaucoup ont été remplacées par des châteaux de pierre avec un haut mur-rideau. Pendant les guerres d'indépendance, Robert le Bruce a mené une politique d'allégeance au château. À la fin du Moyen Âge, de nouveaux châteaux ont été construits, certains à plus grande échelle en tant que châteaux de " livrée et d'entretien " pouvant soutenir une grande garnison. L'armement de la poudre à canon a conduit à l'utilisation de ports d'armes à feu, de plates-formes pour monter des canons et des murs adaptés pour résister au bombardement. 
Beaucoup des châteaux médiévaux tardifs construits aux frontières étaient sous la forme de maisons-tours, de petites tours de pele ou de maisons de basteaux plus simples. À partir du XVe siècle, il y a eu une phase de construction de palais de la Renaissance, qui les a restructurés en palais de type château, à partir de Linlithgow. Des éléments de châteaux médiévaux, de palais royaux et de maisons-tours ont été utilisés dans la construction de maisons de la propriété baronniale écossaise, qui ont été construites en grande partie pour le confort, mais avec une apparence de château. Aux XVIIe et XVIIIe siècles, l'importance militaire des châteaux a diminué, mais ils sont devenus de plus en plus des attractions touristiques. Des éléments du style baronnial écossais seraient relancés à partir de la fin du XVIIIe siècle et la tendance serait confirmée en popularité par la reconstruction du château de Balmoral au XIXe siècle et son adoption comme retraite par la reine Victoria . Au XXe siècle, il n'y avait que des exemples isolés de nouvelles maisons influencées par un château. De nombreuses maisons-tours ont été rénovées et de nombreux châteaux ont été repris par le National Trust for Scotland ou Historic Scotland et sont ouverts au public.